# Сан Кристобал (Њу Мексико)
Сан Кристобал (енгл. San Cristobal) насељено је место без административног статуса у америчкој савезној држави Њу Мексико.

## Демографија
По попису из 2010. године број становника је 273.
| Група             | 2000.    | 2010.       |
| Белци             | 0 (0,0%) | 142 (52,0%) |
| Афроамериканци    | 0 (0,0%) | 3 (1,1%)    |
| Азијати           | 0 (0,0%) | 4 (1,5%)    |
| Хиспаноамериканци | 0 (0,0%) | 114 (41,8%) |
| Укупно            | 0        | 273         |